# 白金申
白金申（1932年6月—2002年2月4日），天津人，中国男子篮球运动员、教练，曾任中国篮球协会副主席、技术顾问和北京市篮协主席。1952年毕业于天津市一中。1999年被评为新中国篮球50杰。